# Guy Rosolato
Guy Rosolato (29. ledna 1924 Istanbul – 6. března 2012 Paříž, Francie) byl francouzský psychoanalytik lacanovské orientace. Narodil se v tureckém Istanbulu, převážnou část života však působil ve Francii. Byl analyzován Jacquesem Lacanem. V letech 1977–1979 byl prezidentem Association Psychanalytique de France. Rozvinul některé originální koncepce, například "vztah s neznámým" (la relation d'inconnu) ad.